# Dunlavin
Dunlavin (en gaèlic irlandès Dún Luáin) és una vila d'Irlanda, al comtat de Wicklow, a la província de Leinster. Es troba a uns 48 quilòmetre al sud-oest de Dublín a la conjunció de les carreteres regionals R412 i R756. Va ser fundada a mitjan segle xvii i durant un temps fou una vila important.

## Història
L'assentament de Dunlavin fou fundat durant el 1650 per la família Bulkely de Cheshire (erròniament transcrits com a «Buckley»). El 1702, Heather Bulkely es casà amb James Worth-Tynte i es comença l'associació de la nissaga dels Tynte amb Dunlavin.
El 1777 es van fundar els Dunlavin Light Dragoon com a cos dels Voluntaris Irlandesos creats per defensar Irlanda d'una invasió francesa. La Massacre de Dunlavin Green va tenir lloc el 1798.

## Personatges
- Raymond Daniels, futbolista gaèlic del Wicklow (1979–2008)